# Raül Cruselles Valls
Raül Cruselles Valls (Alcanar, 4 de novembre de 1968) és un exfutbolista català, que ocupava la posició de migcampista.

## Trajectòria
Destaca al Castelló juvenil, i a la campanya 86/87 hi juga la Segona Divisió amb el CE Castelló, on marca un gol. Suplent eixa i la següent temporada, hi sobresurt a la 88/89. El Castelló assoleix l'ascens a primera divisió, i el migcampista aporta set gols en 35 partits.
En els dos anys que roman a la màxima categoria, és titular a les files de l'equip del Castàlia. Entre 1989 i el descens de 1991 hi apareix en 72 partits i marca 13 gols. Juga amb el Castelló a la categoria d'argent entre 1991 i 1993, la segona d'estes temporades com a suplent.
La temporada 93/94 recala a l'Atlético Marbella, amb qui disputa tres temporades a la Segona Divisió, en les quals hi jugaria 73 partits.